# Euprosopus
Euprosopus is een geslacht van kevers uit de familie van de loopkevers (Carabidae). De wetenschappelijke naam van het geslacht is voor het eerst geldig gepubliceerd in 1825 door Dejean.

## Soorten
Het geslacht Euprosopus omvat de volgende soorten:
- Euprosopus chaudoirii Thomson, 1859
- Euprosopus quadrinotatus (Latreille & Dejean, 1822)